# Union City (California)
Union City è una città degli Stati Uniti, situata nella parte centrale della California, nella Contea di Alameda.